# Dave McKenna
David J. McKenna (Woonsocket, Rhode Island, 30 de mayo de 1930 - Cape Cod, 18 de octubre de 2008) fue un pianista estadounidense de jazz.

## Historial
Estudia piano en Boston y debuta en 1949, junto a Charlie Ventura (volvería nuevamente con él en 1954-55), entrando después a formar parte de la banda de Woody Herman (1950-51). Tocó durante los años 1950 y 1960 con músicos como Gene Krupa, Al Cohn, Stan Getz, Zoot Sims, Eddie Condon, Red Norvo y Bobby Hackett. En 1967 se traslada a Cape Cod y toca asiduamente en clubs de la zona, y a comienzo de la década siguiente, en Nueva York. En esta época colaboró con músicos como Bob Wilber, Scott Hamilton, Warren Vaché y otros, tanto en directo como en estudio, realizando además un buen número de grabaciones de piano solo.

## Estilo
McKenna fue un pianista tradicional, surgido de la órbita swing, y muy influenciado por Teddy Wilson, aunque su estilo puede recordar en momentos al de Lennie Tristano, por sus nítidas articulaciones y la firmeza de sus líneas de bajos. Ello convertía en eclécticas sus improvisaciones, donde podía alternar de forma natural pasajes stride con fraseos típicamente bebop. Su etapa más brillante como solista se desarrolló a partir de los años 1970.

## Discografía
- Giant Strides, 1979, Concord Records.
- Bill Evans: A Tribute, 1982, Palo Alto Records.
- A Celebration of Hoagy Carmichael, 1983 Concord Records.
- Dancing in the Dark and Other Music of Arthur Schwartz, 1986 Concord Jazz.
- My Friend the Piano, 1987 Concord Jazz.
- No More Ouzo for Puzo, 1989 Concord Jazz.
- Christmas Ivory, 1997 Concord Jazz.
- An Intimate Evening With Dave McKenna, 2002 Arbors Records.